# Krumbachtal (Pfalz)
Das Krumbachtal im Leininger Sporn, einem Teil des nordöstlichen Pfälzerwalds (Rheinland-Pfalz), ist ein Kerbtal auf den Waldgemarkungen von Herxheim am Berg, Weisenheim am Berg und Battenberg im Landkreis Bad Dürkheim. Durch das Tal fließt der namensgebende Krumbach, der den Ungeheuersee speist und ein rechter Zufluss des Eckbachs ist.

## Geographie

### Angrenzende Erhebungen
Das etwa 5 km lange Krumbachtal ist anfangs überwiegend von Süd nach Nord, dann durchweg nach Nordost gerichtet. Es verläuft in Windungen zwischen Bergen, die zwischen 415 und 360 m hoch sind. Linksseitig folgen abwärts aufeinander der Mittelberg (400,1 m), der Harzweilerkopf (415 m) und die Pickelhaube (360,7 m), rechts der Kühberg mit seinen beiden Kuppen (398 und 393 m) sowie der Büschelberg (361,2 m).

### Talverlauf

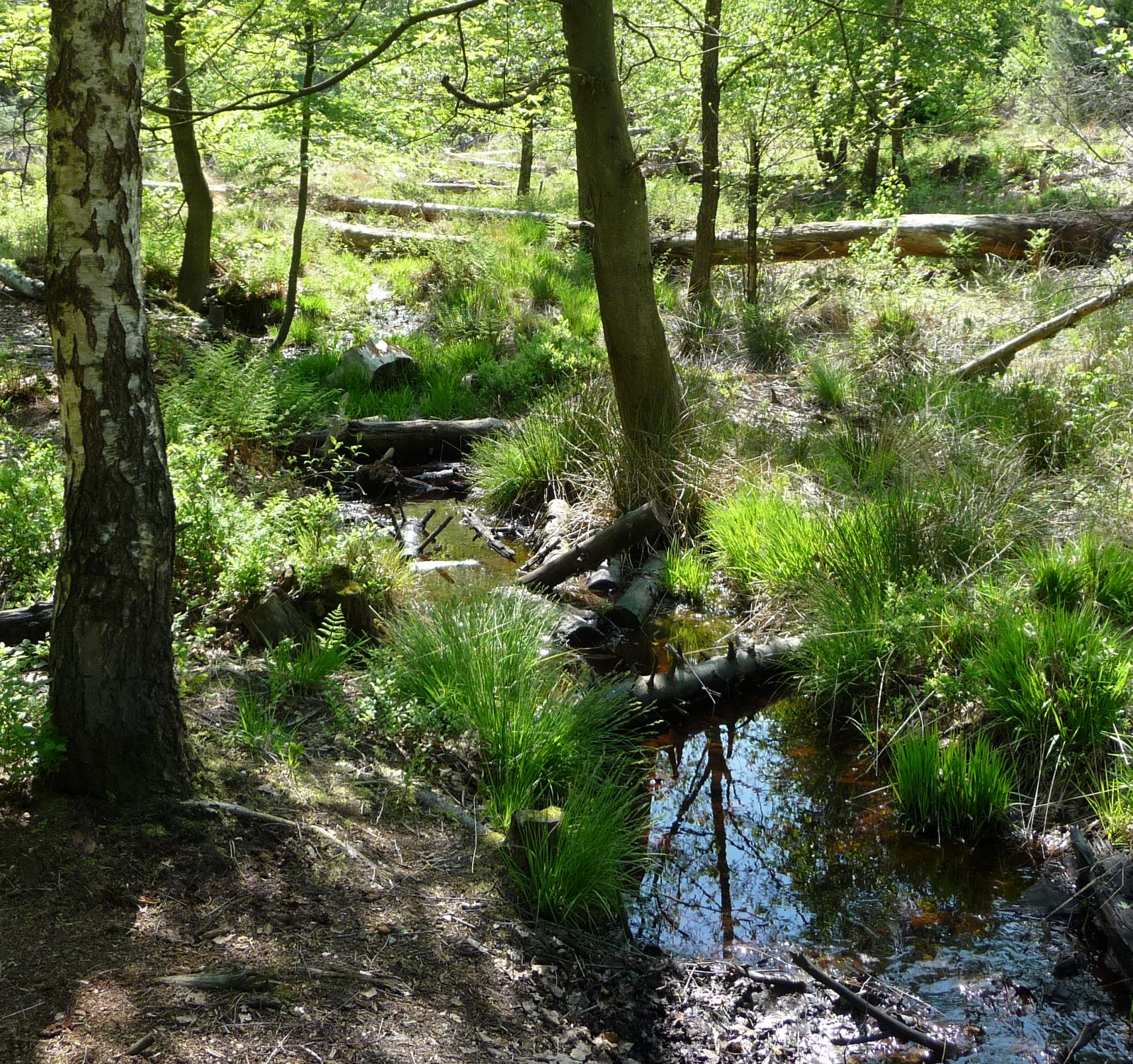
Unterhalb des Sees

500 m unterhalb des oberen Talschlusses (440 m) entspringt auf 375 m Höhe der Krumbach. Er durchfließt etwa 350 m unterhalb seiner Quelle den Ungeheuersee, einen seit den 1930er Jahren unter Schutz stehenden und seit 1971 als Naturdenkmal ND-7332-195 eingestuften Teich. Dieser erreicht bei höchstem Wasserstand eine Fläche von 0,4 Hektar, während er in niederschlagsarmen Jahren fast trockenfallen kann. Im weiteren Verlauf des Tals versickert der Krumbach streckenweise im Untergrund und tritt immer wieder zutage. Vom Bach durchfeuchtet ist der Talboden an zahlreichen Stellen morastig.
Im Nordosten, wo sich das Tal im Bereich des Rheingrabenbruchs auf etwa 200 m Höhe zur Oberrheinischen Tiefebene öffnet, geht die Talflanke links des Krumbachs am Hang des Bergs, auf dem die Burg Battenberg in der gleichnamigen Ortsgemeinde steht, in das Naturschutzgebiet Haardtrand – Im Baumgarten über.
Das Krumbachtal ist mit Mischwald bestanden. Flora und Fauna am und im Ungeheuersee sind in dessen Artikel behandelt.

## Tourismus
Durch das Krumbachtal aufwärts am Bach entlang führt von Battenberg her ein Waldweg, der nicht für den allgemeinen Kraftfahrzeugverkehr zugelassen ist und zum Wandern benutzt wird. Am Ungeheuersee steht etwas erhöht (365 m, ⊙) die Weisenheimer Hütte des Pfälzerwald-Vereins, die im Volksmund auch Ungeheuersee-Hütte oder Pfälzerwald-Hütte heißt. Von Mitte März bis in den Herbst hinein ist sie an Wochenenden bewirtschaftet.
Für Wanderer ist das Krumbachtal auch auf anderen Wegen erreichbar, beispielsweise von Leistadt aus über das Sandtal und von Weisenheim am Berg aus über das Langental. Von Bobenheim am Berg aus kann man – nördlich um den Büschelberg herum – ebenfalls ins Krumbachtal gelangen. Die Wegmarkierungen können auf einschlägigen Websites nachgesehen werden.